# Kościół Matki Boskiej Nieustającej Pomocy w Gdańsku-Brętowie
Kościół Matki Bożej Nieustającej Pomocy w Gdańsku – rzymskokatolicki kościół parafialny znajdujący się w Gdańsku, w dzielnicy Brętowo. Wchodzi w skład dekanatu Gdańsk-Oliwa należącego do archidiecezji gdańskiej.

## Historia

### Początki, stary kościół
W 1904 parafia NSPJ w Gdańsku zakupiła działkę w Brętowie, na której miał powstać cmentarz. W 1910 Prusacy zezwolili na ustawienie w tym miejscu kaplicy przedpogrzebowej. Gdy kaplica powstała, mieszkańcy poprosili biskupa chełmińskiego na odprawianie w niej mszy św. w każdą niedzielę. Prośba została przyjęta pozytywnie. Początkowo Eucharystię odprawiał proboszcz z Wrzeszcza, zaś 21 stycznia 1920 biskup chełmiński Rosentreter zezwolił na wykorzystywanie kaplicy do celów duszpasterskich, której duszpasterzem w 1921 został ks. Jan Kamulski. W tym samym roku ustanowiono przy kaplicy kurację. Podlegała ona parafii w Oliwie. 20 lutego 1929 biskup O'Rourke przekształcił kurację w oddzielną parafię. Wezwanie parafii nawiązywało do znajdującego się w kaplicy obrazu Matki Bożej Nieustającej Pomocy, otaczanego szczególnym kultem przez ks. Kamulskiego. Do czasu II wojny światowej w kaplicy odbywały się kazania w języku niemieckim. 29 października 1929 poświęcono kościół. W 1945 r. kościół uległ częściowemu zniszczeniu. Jego odbudowę zakończono w 1948.

### Nowy kościół
W 1977 narodziła się koncepcja budowy nowej świątyni, gdyż tamtejsza nie była w stanie pomieścić wszystkich wiernych. W lipcu 1980 rozpoczęto budowę nowego kościoła, wg projektu Jana Zwiejskiego. 11 lipca 1983 wmurowano kamień węgielny pochodzący z Jasnej Góry. 25 grudnia 1984 arcybiskup Tadeusz Gocłowski poświęcił kościół dolny. W 1988 stary kościół rozebrano, a obraz patronki znajdujący się w ołtarzu przeniesiono do nowego kościoła. We wrześniu 1999 wybuchł pożar dachu. Zniszczona została górna część dachu, ocalała zaś wieża. W jej wnętrzu znajdują się dzwony.

## Galeria

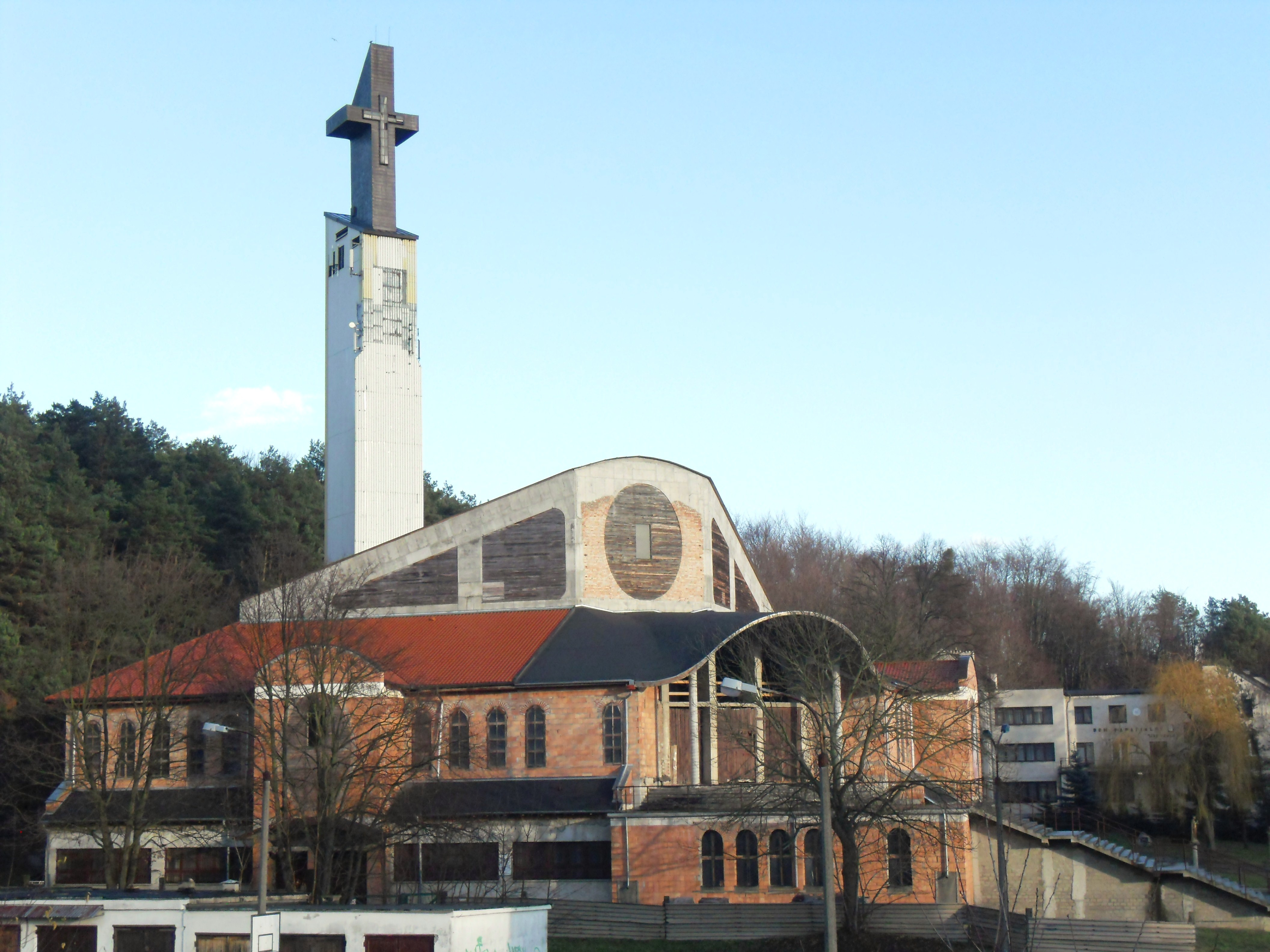
Kościół w trakcie odbudowy
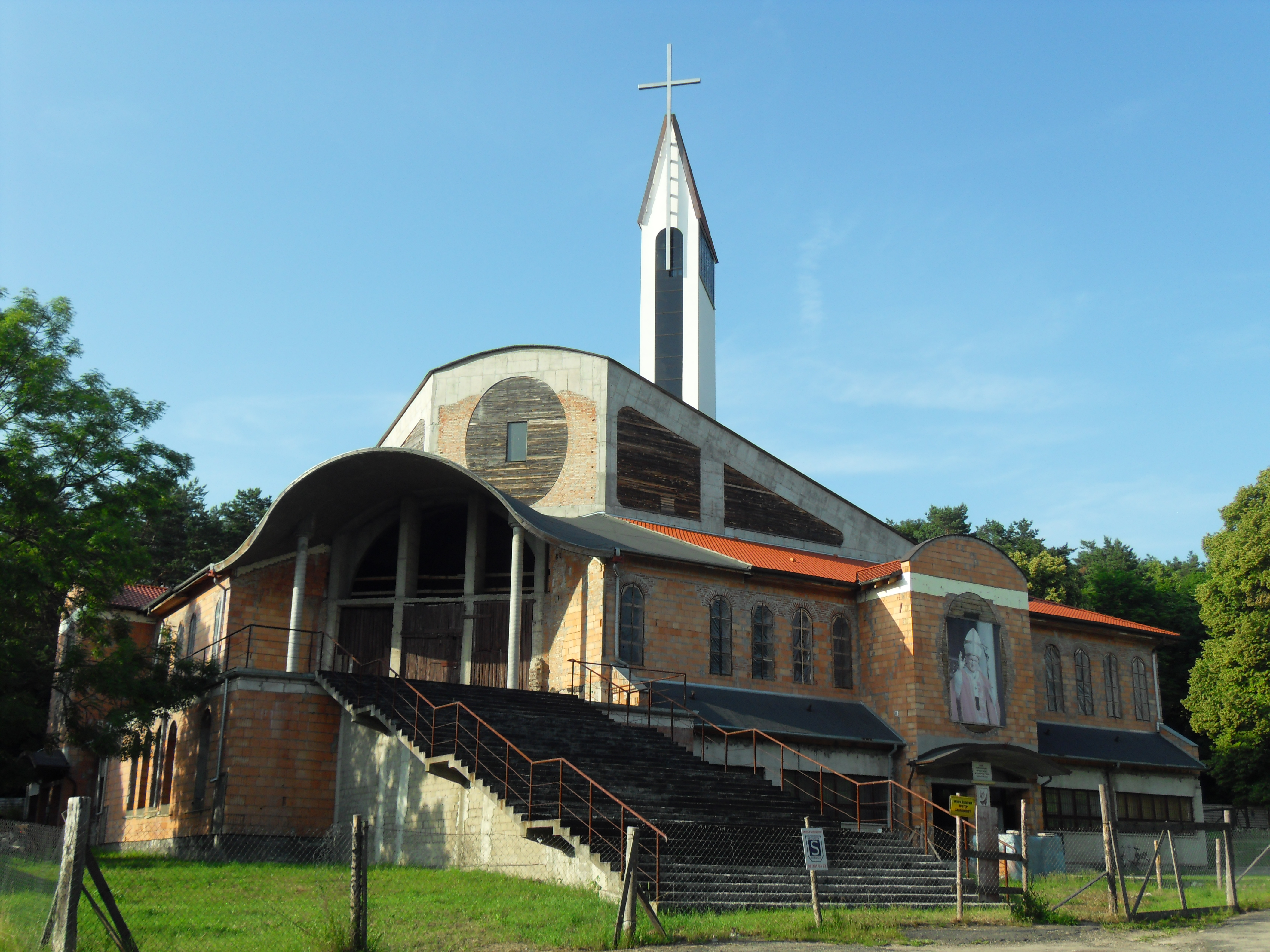
Kościół obecnie
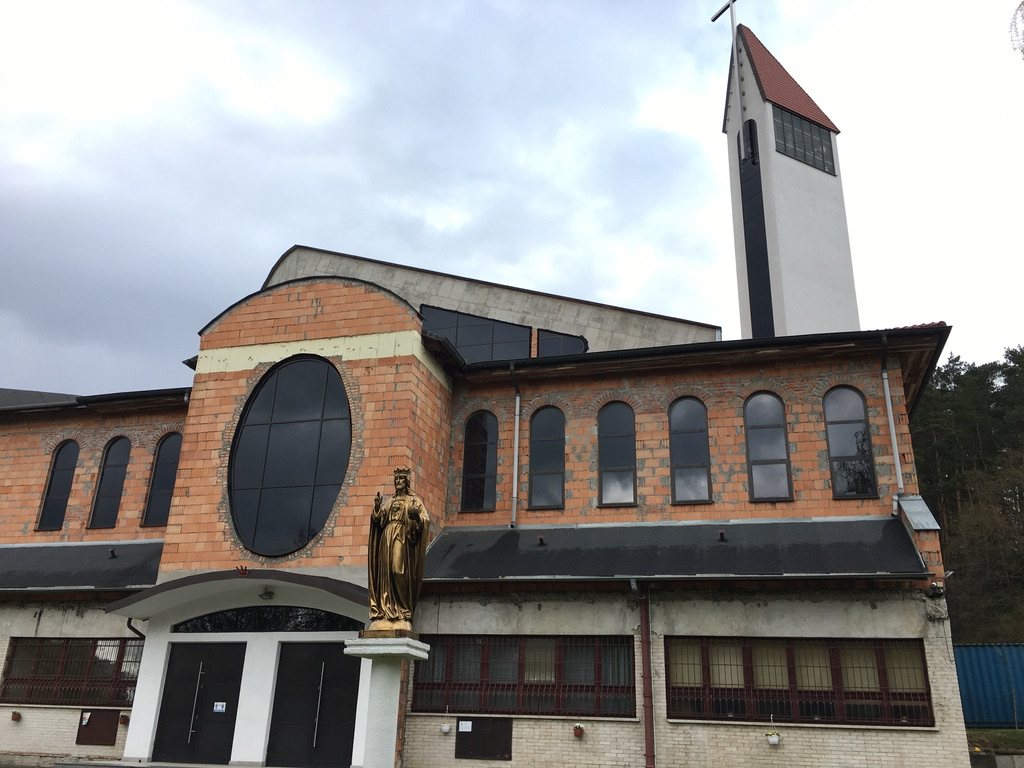
Kościół obecnie